# Maryam Akbari Monfared
Maryam Akbari Monfared (14 december 1975) is een Iraanse mensenrechtenactivist en gewetensgevangene. Zij wil dat er officieel onderzoek gedaan wordt naar de massa-executies die in 1988 zijn uitgevoerd door de Iraans regering. Er zijn toen duizenden politieke gevangenen geëxecuteerd, waaronder drie van haar broers en een zus. Zij heeft vanuit de gevangenis een officiële aanklacht ingediend bij het kantoor van de officier van justitie in Teheran in oktober 2016. Zij vroeg daarin om de bekendmaking van de plaats van de massagraven en dat de identiteit van de daders en medeplichtigen bekend wordt gemaakt. Deze aanklacht is anno 2018 nog steeds niet behandeld. Sinds het indienen van deze aanklacht heeft men haar medische hulp buiten de gevangenis onthouden. Ze krijgt hierdoor geen adequate medische hulp voor haar reumatoïde artritis, overige reumatische aandoeningen en schildklierkanker. Daardoor heeft zij ernstige pijn in haar benen. Ook werd er regelmatig gedreigd met het stopzetten van haar familiebezoeken in de gevangenis.
Akbari werd op 31 december 2009 zelf gearresteerd en is toen vijf maanden verdwenen. De eerste 43 dagen van haar gevangenschap heeft zij in eenzame opsluiting doorgebracht. In deze periode is zij zeer intensief verhoord en had zij geen toegang tot een advocaat. De advocaat die door de staat is toegewezen heeft zij pas gesproken en ontmoet tijdens het proces, dat uit een enkele hoorzitting van korter dan een uur bestond. Zij werd veroordeeld tot een gevangenisstraf van 15 jaar in mei 2010 door het Branch 15 Revolutionary Court in Teheran die haar heeft veroordeeld voor "vijandschap tegen God" (moharebeh). De veroordeling is alleen gebaseerd op het feit dat zij telefoongesprekken heeft gehad met haar familieleden, die lid zijn van de verboden Iraanse Volksmoedjahedien (PMOI), en hen eenmalig heeft bezocht in Irak. Tijdens haar gevangenschap verblijft Maryam Akbari Monfared in verschillende vrouwengevangenissen waaronder Shahr-e Ray, Gohardasht and Evin. Omdat Akbari geregeld openbare brieven schrijft aan gezagsdragers in binnen- en buitenland dreigde de geheime dienst van Iran tegen haar echtgenoot dat zij drie jaar langer opgesloten en verplaatst zou worden naar gevangenissen in het verre zuidoosten van Iran als ze niet op zou houden dergelijke brieven te schrijven.
Op 13 november 2017 riep de VN Werkgroep voor Gedwongen of Onvrijwillige Verdwijningen Iran op om onderzoek te doen naar de verdwenen familieleden van Maryam Akbari Monfared en de waarheid boven tafel te krijgen.